# Emilio Marsili (Dokumentarfilmer)
Emilio Marsili (* 3. März 1919 in Vibo Valentia; † 22. Juli 1999 am Gardasee) war ein italienischer Dokumentarfilmer.
Marsili war einer der profiliertesten Dokumentaristen Italiens; er drehte eine große Anzahl an kurzen Filmen und 1958 den abendfüllenden Un giorno in Europa, der einige Preise erhielt. 1970 erschien sein einziger Spielfilm, Il ragazzo dagli occhi chiari. Unter seinen Kurzfilmen hatte Il pianeta acciaio 1962 Auszeichnungen erhalten; mehrfach wurden seine Arbeiten, die sich immer wieder mit der Bergwelt beschäftigten, national und international ausgezeichnet. Il pianeta acciaio entstand 1962 nach einem Sujet von Luciano Emmer, Pianeta acciao N. 2 wurde 1963 bei den Filmfestspielen von Venedig gezeigt.

## Filmografie (Auswahl)
- 1958: Un giorno in Europa
- 1962: Il pianeta acciaio
- 1963: Pianeta acciaio N. 2
- 1970: Il ragazzo dagli occhi chiari (Spielfilm)